# Rogas scioensis
Rogas scioensis är en stekelart som först beskrevs av Mantero 1904.  Rogas scioensis ingår i släktet Rogas och familjen bracksteklar. Inga underarter finns listade i Catalogue of Life.